# 1593 en science
| Années de la science : 1590 - 1591 - 1592 - 1593 - 1594 - 1595 - 1596    |
| Décennies de la science : 1560 - 1570 - 1580 - 1590 - 1600 - 1610 - 1620 |

Cet article présente les faits marquants de l'année 1593 en science.

## Événements

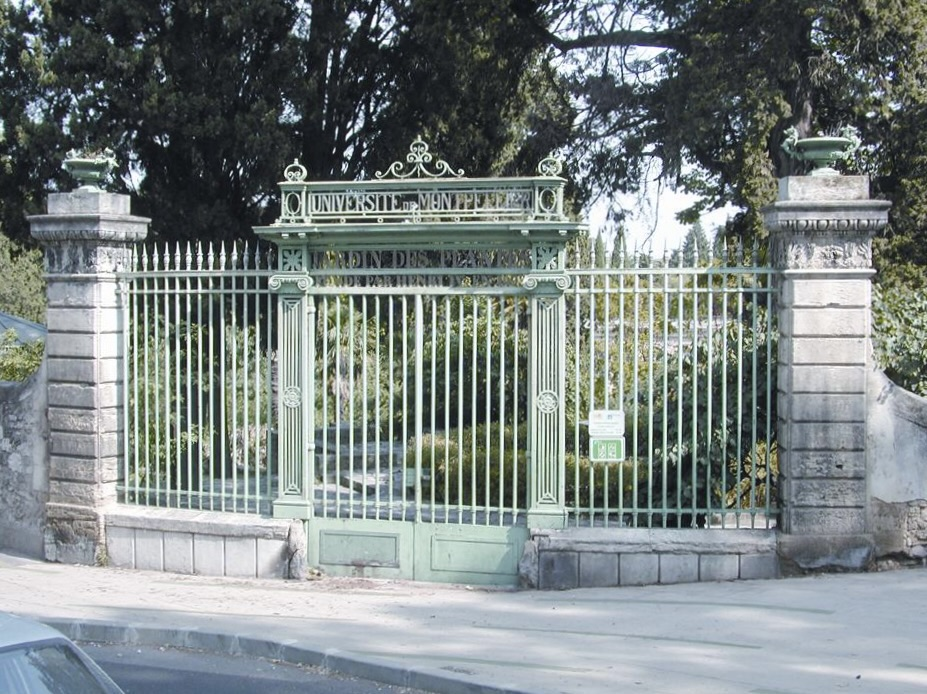
L'entrée du Jardin des plantes au boulevard Henri-IV - Montpellier

- 19 octobre : Charles de l'Écluse, nommé professeur de botanique à l'université de Leyde, arrive à Leyde où il prend en charge le jardin botanique (Hortus Botanicus Leiden)[1].

- Fondation du Jardin des plantes de Montpellier par Pierre Richer de Belleval[2].
- Fondation du jardin des plantes de Heidelberg[2].
- Construction du théâtre anatomique de Leyde à l'initiative de Pieter Pauw[3].
- Galilée met au point une machine pour élever l'eau[4].

## Publications
- Nicolas Ager : Theses physico-medicae de homine sano, 1593 ;
- Jean Bauhin :  Traité des animauls aians aisles, qui nuisent par leurs piqueures ou morsures, avec les remèdes ;
- Galilée :
  - Trattato di Forticazioni (traité des fortifications),
  - Trattato di Meccaniche (traité de mécanique),
- Giovanni Paolo Gallucci : Speculum uranicum in quo vera loca tum octavae spherae tum septem planetarum… colliguntur, una cum regulis fabricandi duodecim coeli domicilia ex Regiomontano et Alcabitio et dirigendi significatores ad promissores sequentes ;
- Adrien Romain :  Les idées mathématiques : Ideae mathematicae pars prima, sive methodus polygonorum ; qua laterum, perimetrorum & arearum cujuscunq́ue polygoni investigandorum ratio exactissima & certissima; unà cum circuli quadratura continentur, imprimé par Ioannem Keerbergium, 1593, Anvers ;
- François Viète :
  - Supplementum geometriae. Tours, 21 fol,
  - Variorum de rebus mathematicis responsorum liber VIII (Huitième Livre des réponses variées). Tours, Mettayer, 1593, 49 fol.

## Naissances
- William Davisson (mort en 1669), médecin, chimiste et botaniste français d'origine écossaise.
- Godefroy de Haestrecht (mort en 1659), mathématicien hollandais.
- Henri Reneri ou Renerius (mort en 1639), logicien et philosophe néerlandais.

## Décès
- Li Shizhen (né en 1518), médecin, herboriste et naturaliste chinois.